# Cloak and Dagger
 Cloak and Dagger és una pel·lícula estatunidenca dirigida per Fritz Lang, estrenada el 1946.

## Argument
L'acció es desenvolupa durant la Segona Guerra Mundial. Un buscador italià que ha descobert la fórmula de la bomba atòmica és a les mans dels alemanys, un espia estatunidenc fa tot el possible per segrestar-lo.

## Repartiment
- Gary Cooper: Prof. Alvah Jesper
- Lilli Palmer: Gina
- Robert Alda: Pinkie
- Vladimir Sokoloff: Polda
- J. Edward Bromberg: Trenk
- Marjorie Hoshelle: Ann Dawson
- Ludwig Stossel: l'alemany
- Helen Thimig: Katerin Lodor
- Dan Seymour: Marsoli
- Marc Lawrence: Luigi
- James Flavin: Coronel Walsh
- Patrick O'Moore: l'anglès
- Charles Marsh: Erich
- Richard Fraser (no surt als crèdits): El capità del submarí britànic

## Crítica
Aventura d'espionatge amb un heroi que ho és una mica malgrat seu (en aquesta línia, altres exemples posteriors de to menys èpic, però igualment interessants: "The Counterfeit Traitor" i "Torn Curtain"). Lang li va posar sagacitat narrativa i sentit de la geometria per elevar l'entitat i augmentar l'impacte d'una història no especialment distingida. Irònicament, el que més semblava estimular al seu director, un final que incloïa una amenaçadora advertència sobre els perills del mal ús de l'energia atòmica, va ser tallat per la productora, temorosa sens dubte de qüestionar aquests temes amb Hiroshima i Nagasaki encara fumejants.